# Italská mužská volejbalová reprezentace
Italská volejbalová reprezentace mužů reprezentuje Itálii na mezinárodních volejbalových akcích, jako je mistrovství světa nebo mistrovství Evropy. Od 90. let 20. století patří k nejúspěšnějším reprezentacím v Evropě, má na svém kontě čtyři tituly mistrů světa (1990, 1994, 1998, 2022) a sedm titulů mistrů Evropy (1989, 1993, 1995, 1999, 2003, 2005, 2021).

## Mistrovství světa
| Rok/pořádající země        | Účast                            |
| -------------------------- | -------------------------------- |
| MS 1949 ČSR                | 8. místo                         |
| MS 1952 Sovětský svaz      | Bez účasti                       |
| MS 1956 Francie            | 14. místo                        |
| MS 1960 Brazílie           | Bez účasti                       |
| MS 1962 Sovětský svaz      | 14. místo                        |
| MS 1966 ČSSR               | 16. místo                        |
| MS 1970 Bulharsko          | 15. místo                        |
| MS 1974 Mexiko             | 19. místo                        |
| MS 1978 Itálie             | Stříbrná medaile                 |
| MS 1982 Argentina          | 14. místo                        |
| MS 1986 Francie            | 11. místo                        |
| MS 1990 Brazílie           | Zlatá medaile                    |
| MS 1994 Řecko              | Zlatá medaile                    |
| MS 1998 Japonsko           | Zlatá medaile                    |
| MS 2002 Argentina          | 5. místo                         |
| MS 2006 Japonsko           | 5. místo                         |
| MS 2010 Itálie             | 4. místo                         |
| MS 2014 Polsko             | 15. místo                        |
| MS 2018 Itálie, Bulharsko  | 5. místo                         |
| MS 2022 Polsko / Slovinsko | Zlatá medaile                    |
| Celkem                     | Účast – 18× · – 4× · – 1× · – 0× |

## Mistrovství Evropy
| Rok/pořádající země                                  | Účast              |
| ---------------------------------------------------- | ------------------ |
| ME 1948 Itálie                                       | Bronzová medaile   |
| ME 1950 Bulharsko                                    | Bez účasti         |
| ME 1951 Francie                                      | 8. místo           |
| ME 1955 Rumunsko                                     | 9. místo           |
| ME 1958 ČSR                                          | 10. místo          |
| ME 1963 Rumunsko                                     | 10. místo          |
| ME 1967 Turecko                                      | 8. místo           |
| ME 1971 Itálie                                       | 8. místo           |
| ME 1975 Jugoslávie                                   | 10. místo          |
| ME 1977 Finsko                                       | 8. místo           |
| ME 1979 Francie                                      | 5. místo           |
| ME 1981 Bulharsko                                    | 7. místo           |
| ME 1983 NDR                                          | 4. místo           |
| ME 1985 Nizozemsko                                   | 6. místo           |
| ME 1987 Belgie                                       | 9. místo           |
| ME 1989 Švédsko                                      | Zlatá medaile      |
| ME 1991 Německo                                      | Stříbrná medaile   |
| ME 1993 Finsko                                       | Zlatá medaile      |
| ME 1995 Řecko                                        | Zlatá medaile      |
| ME 1997 Nizozemsko                                   | Bronzová medaile   |
| ME 1999 Rakousko                                     | Zlatá medaile      |
| ME 2001 Česko                                        | Stříbrná medaile   |
| ME 2003 Německo                                      | Zlatá medaile      |
| ME 2005 Srbsko a Černá Hora                          | Zlatá medaile      |
| ME 2007 Rusko                                        | 6. místo           |
| ME 2009 Turecko                                      | 10. místo          |
| ME 2011 Rakousko, Česko                              | Stříbrná medaile   |
| ME 2013 Polsko, Dánsko                               | Stříbrná medaile   |
| ME 2015 Bulharsko, Itálie                            | Bronzová medaile   |
| ME 2017 Polsko                                       | 5. místo           |
| ME 2019 Belgie, Francie, Nizozemsko, Slovinsko       | 6. místo           |
| ME 2021 Polsko, Česko, Estonsko, Finsko              | Zlatá medaile      |
| ME 2023 Itálie, Bulharsko, Severní Makedonie, Izrael | Stříbrná medaile   |
| Celkem                                               | – 7× · – 5× · – 3× |

## Olympijské hry
| Rok/pořádající země     | Účast                            |
| ----------------------- | -------------------------------- |
| LOH 1964 Tokio          | Bez účasti                       |
| LOH 1968 Mexico City    | Bez účasti                       |
| LOH 1972 Mnichov        | Bez účasti                       |
| LOH 1976 Montreal       | 8. místo                         |
| LOH 1980 Moskva         | 9. místo                         |
| LOH 1984 Los Angeles    | Bronzová medaile                 |
| LOH 1988 Soul           | 9. místo                         |
| LOH 1992 Barcelona      | 5. místo                         |
| LOH 1996 Atlanta        | Stříbrná medaile                 |
| LOH 2000 Sydney         | Bronzová medaile                 |
| LOH 2004 Athény         | Stříbrná medaile                 |
| LOH 2008 Peking         | 4. místo                         |
| LOH 2012 Londýn         | Bronzová medaile                 |
| LOH 2016 Rio de Janeiro | Stříbrná medaile                 |
| LOH 2020 Tokio          | 6. místo                         |
| Celkem                  | Účast – 12× · – 0× · – 3× · – 3× |